# Ромски фолклор
Ромски фолклор обухвата народне приче, митове, усмена предања и легенде ромског народа.

## Историја
Роми су били номади када су напустили Индију током средњег века. Мигрирали су највише у Европу, док су друге групе остале и постале седелачке. У неким легендама, често из неромских народа, се наводи да одређени Роми имају пасивне психичке моћи као што су емпатија, прекогниција, ретрокогниција или психометрија. Друге легенде укључују способност путовања кроз астралну пројекцију путем медитације, призивање клетви или благослова и медијума. Ромске народне приче су Bald Pate, Fedor and the Fairy из A Book of Charms and Changelings, Jack and His Golden Snuff-Box, Mossycoat, The Creation of the Violin, The Captive's Tale and Circumcision, The Foam Maiden из A Book of Sorcerers and Spells, The King of England and his Three Sons, The Little Bull-Calf, The Red King and the Witch и The Yellow Dragon. Мотиви у ромском фолклору су Алако, мушко љубавно божанство Бабабиљос, спаситељ Баба Финго, ђаво Бенг, Теткица Бибија, Бутиакенго, Баро Кари, Бона, Биболдо, кристална кугла, проклетство, Чиндо, универзални Бог Девла, Девлески дан, гатање, змајеви, Ђурђевдан, драго камење, какава, хиромантија, фалус, хамса, кућни духови, Света Сара, шактизам, магија, тарот, вампири, вукодлаци и вештичарство.